# Sankt Kasimir
Sankt Kasimir eller Kasimir Jagiellon (litauisk: Kazimieras, polsk: Kazimierz) (født 3. oktober 1458, død 4. marts 1484) var en prins af kongeriget Polen og af Storhertugdømmet Litauen som blev national skytshelgen for Litauen og Polen, samt helgen for de unge.
Han var et medlem af Huset Jagello, født i Wawel, det kongelige palads i Kraków, og han døde i Hrodna.
Den hellige Kasimir var barnebarn af Vladislav II Jagello af Polen og den anden søn af kongen af Polen og storhertugen af Litauen, Kasimir IV af Polen, og dronning Elisabeth af Habsburg af Ungarn. Hans bedstefar på mødrende side var kong Albrecht II af Det tysk-romerske rige, konge af Ungarn og af Böhmen.
Fra han var ni år gammel, blev Kasimir uddannet af Jan Długosz og Filippo Buonaccorsi (også kendt som Filip Callimachus). Da han var 13 år gammel, blev han tilbudt Ungarns kongekrone af fraktioner, som satte sig op mod kong Mattias Corvinus. Kasimir, ivrig efter at forsvare kristendommen mod angribende tyrkere, accepterede tilbuddet og drog til Ungarn for at modtage kronen. Hans onkel Vladislav III, konge af Polen og Ungarn, var blevet dræbt tidligere i slaget ved Varna i Bulgarien i 1444. Kasimir lykkedes ikke i sin tronovertagelse og kom tilbage som en flygtning. Hans fader, Kasimir IV, fik ham godt uddannet i offentlige affærer, og da hans broder Vladislav blev konge i Böhmen, blev Kasimir gjort til kronprins og arving til Polens trone.
Mellem 1479 og 1484 tilbragte hans fader det meste af sin tid i Vilnius for at tage sig af sine affærer i Litauen. I mellemtiden og faderens fravær fungerede Kasimir som viceregent i Polen. Mellem 1481 og 1483 administrerede han staten med stor klogskab og retfærdighed, siges det. Hans fader forsøgte at arrangere et ægteskab med en datter af kejser Frederik III af Det tysk-romerske rige, men Kasimir foretrak at være enlig. Svækket af overdreven faste udviklede han alvorlige lungeproblemer, muligvins tuberkulose. På en rejse til Litauen i 1484 blev han syg og døde i Hrodna. Hans levninger blev gravlagt i Vilnius, og hviler i barokkapellet, som bærer hans navn i katedralen i Vilnius.
Den hellige Kasimir levede og regerede med stor værdighed og udøvede stor charme og karakter. Flere mirakler er blevet tilskrevet ham. Han blev helgenkåret af pave Hadrian VI i 1522 og er skytshelgen for Litauen. Den 11. juni 1948 navngav pave Pius XII den hellige Kasimir som en særskilt helgen for alle unge mennesker.
Byerne Kvėdarna og Nemunaitis i Litauen har helgenen afbildet på sine våbenskjold.
Hans mindedag er 4. marts.